# Louise Chambaz
Pour les articles homonymes, voir Chambaz.
 (mars 2025).
Motif : Sources attestant de la notoriété ?
- Archive Wikiwix
- Bing
- Cairn
- DuckDuckGo
- E. Universalis
- Gallica
- Google
- G. Books
- G. News
- G. Scholar
- Persée
- Qwant
- (zh) Baidu
- (ru) Yandex
- (wd) trouver des œuvres sur Wikidata

| 1. | Préciser le motif de la pose du bandeau. | Précisez le motif de la pose du bandeau en utilisant la syntaxe suivante : {{admissibilité à vérifier\|date=mai 2025\|motif=remplacez ce texte par le motif}}                       |
| 2. | Informer les utilisateurs concernés.     | Pensez à avertir le créateur de l'article, par exemple, en insérant le code ci-dessous sur sa page de discussion : {{subst:avertissement admissibilité à vérifier\|Louise Chambaz}} |

 (mars 2025).
Si vous disposez d'ouvrages ou d'articles de référence ou si vous connaissez des sites web de qualité traitant du thème abordé ici, merci de compléter l'article en donnant les références utiles à sa vérifiabilité et en les liant à la section « Notes et références ».
 (mars 2025).
La mise en forme du texte ne suit pas les recommandations de Wikipédia : il faut le « wikifier ».
Les points d'amélioration suivants sont les cas les plus fréquents :
- Les titres sont pré-formatés par le logiciel. Ils ne sont ni en capitales, ni en gras.
- Le texte ne doit pas être écrit en capitales (les noms de famille non plus), ni en gras, ni en italique, ni en « petit »…
- Le gras n'est utilisé que pour surligner le titre de l'article dans l'introduction, une seule fois.
- L'italique est rarement utilisé : mots en langue étrangère, titres d'œuvres, noms de bateaux, etc.
- Les citations ne sont pas en italique mais en corps de texte normal. Elles sont entourées par des guillemets français : « et ».
- Les listes à puces sont à éviter, des paragraphes rédigés étant largement préférés. Les tableaux sont à réserver à la présentation de données structurées (résultats, etc.).
- Les appels de note de bas de page (petits chiffres en exposant, introduits par l'outil «  Source ») sont à placer entre la fin de phrase et le point final[comme ça].
- Les liens internes (vers d'autres articles de Wikipédia) sont à choisir avec parcimonie. Créez des liens vers des articles approfondissant le sujet. Les termes génériques sans rapport avec le sujet sont à éviter, ainsi que les répétitions de liens vers un même terme.
- Les liens externes sont à placer uniquement dans une section « Liens externes », à la fin de l'article. Ces liens sont à choisir avec parcimonie suivant les règles définies. Si un lien sert de source à l'article, son insertion dans le texte est à faire par les notes de bas de page.
- La présentation des références doit suivre les conventions bibliographiques. Il est recommandé d'utiliser les modèles {{Ouvrage}}, {{Chapitre}}, {{Article}}, {{Lien web}} et/ou {{Bibliographie}}. Le mode d'édition visuel peut mettre en forme automatiquement les références.
- Insérer une infobox (cadre d'informations à droite) n'est pas obligatoire pour parachever la mise en page.

Pour une aide détaillée, merci de consulter Aide:Wikification.
Si vous pensez que ces points ont été résolus, vous pouvez retirer ce bandeau et améliorer la mise en forme d'un autre article.
Louise Chambaz, née Caron le 26 janvier 1950 à Sherbrooke (Québec) et morte le 2 septembre 2024 des suites d’un cancer, est une navigatrice franco-canadienne.
Elle est la première femme à pratiquer le multicoque de course océanique en France.

## Biographie
Son père, Léopold Caron, était instructeur pilote de chasse mono et multi moteurs pendant la Seconde Guerre mondiale. Sa mère, Marguerite Duguay, est une descendante du corsaire malouin René Duguay-Trouin. Louise Chambaz est binationale anglais-français par ses parents. Elle a un frère et une sœur, devenue biologiste animalière. 
Elle a navigué sur le bateau familial en bois sur le fleuve Saint-Laurent. Elle fait de la compétition de ski à l'adolescence. De 1963 à 1968, elle habite à Paris avec sa famille. 
En 1969, elle suit des cours à l'université McGill en publicité à Montréal. Retour en France début des années 70.
Elle commence la voile par le dériveur et atteint le niveau championnat d’Europe sur dériveur jet en 1976.
En parallèle de son activité sportive, elle travaille à New-York chez J. Walter Thompson. À Paris, elle exerce chez CPV promos, SYNERGIE, OGILVY et Futurs.
Elle a ensuite donné des cours de gestion à l’école des cadres. Professeur à l’école de commerce à Rennes elle fut co-gérante d’une voilerie à la Trinité-Sur-Mer.
Elle a dirigé un observatoire socio-économique à l’Agence d’urbanisme et de développement du pays de Lorient.

## Parcours sportif
- En 1976, elle participe aux courses du RORC.
- Elle était monitrice de ski à la Plagne les hivers 1979 -1980 -1981.
- En 1978 commence la course en bateaux habitables. Elle arrive 10éme de la One Ton Cup.
- 3e du triangle atlantique en 1978-79 sur Révolution.
- En 1980, premier Figaro, 14eme du tour de France à la voile.
- En 1981, victoire en formule 3 sur la Two star avec Olivier Moussy[2].

Elle découvre le multicoque de courses avec Walter Green et Mick Birch.
- En 1982, 2e Figaro. Trophée des multicoques sur le trimaran Brandt.
- En 1983, elle prend le départ de Lorient- les Bermudes - Lorient, toujours sur Brandt.

3e Figaro.
En janvier 1984, à l’occasion du Paris - Dakar pour la promotion du nouveau Bénéteau, First 456, départ de Paris en même temps que les voitures, matage à Rouen, arrivée à Dakar 24 heures avant les voitures.
Première de sa classe sur la course Quebec-St-Malo sur le catamaran AVENIR.
- En 1985 Trophée des multicoques à la Trinité-sur Mer.
- En 1986 Première dans sa classe dans la courses de la Liberté ; Rouen - New-York sur AVENIR trimaran de 15 mètre en aluminium (plans Langevin).
- En 1987 Tour de l’Europe 1987 sur AVENIR Baptisé pour la course « femmes d’Europe ».
- En 1989, devient skipper du trimaran classe ORMA : laiterie Mont-Saint-Michel.

Elle participe au Tour de l’Europe sur Laiterie Mont-Saint-Michel. Elle termine 4e.
- Fin de sa carrière de navigatrice en 1990.

- Elle participe au raid HARRICANA (en motoneige) dans le Grand Nord Canadien.

## Vie privée
Elle acquiert la double nationalité par son premier mariage en 1971 avec Arnaud Chambaz. Elle s'établit définitivement en Bretagne dans les années 1980.
Lors de son deuxième mariage en 1997 avec Jean-Yves Lallinec, elle continue à naviguer à titre privé sur Muscadet puis un Milord et sur un Plan Cornu classique de 10 mètres.